# Nicolas Pohler
Nicolas "Nici" Pohler (München, 21 september 1995) is een Duits autocoureur.

## Carrière
Pohler begon zijn autosportcarrière in het karting in 2005. Hij nam deel aan de ADAC Kart Masters in 2008, waar hij als negentiende in het kampioenschap eindigde. In 2010 nam hij deel aan de KF3-klasse van de Bridgestone Cup Europa en in 2011 reed hij in de CIK-FIA Zuid-Europese KF2 Trophy.
In 2012 stapte Pohler over naar het formuleracing in de ADAC Formel Masters, waar hij uitkwam voor het Team KUG Motorsport. Hij behaalde met twee tiende plaatsen op het Circuit Park Zandvoort en de Nürburgring twee punten, waarmee hij als achttiende in het kampioenschap eindigde. Ook nam hij deel aan twee races van de Oostenrijkse Formel 1600 Cup, waarbij hij beide races wist te winnen.
In 2013 maakte Pohler zijn Formule 3-debuut in de Europese F3 Open voor het team DAV Racing. Voorafgaand aan het seizoen nam hij ook deel aan het winterkampioenschap, waarbij hij op het Circuit Paul Ricard als zestiende eindigde, maar op het Circuito Permanente de Jerez niet aan de finish kwam. Het beste resultaat van Pohler in het hoofdkampioenschap was een negende plaats op Paul Ricard, waarmee hij met drie punten als 25e eindigde in het kampioenschap. In de Copa-klasse stond hij drie keer op het podium, waarmee hij als achtste eindigde met 24 punten.
In 2014 bleef Pohler rijden in de hernoemde Euroformula Open, maar stapte over naar het Team West-Tec F3. Ook nu nam hij deel aan het winterkampioenschap, dat bestond uit één race op Paul Ricard. Hij eindigde als tiende in deze race. In het hoofdkampioenschap bezet hij met één raceweekend te gaan de elfde plaats, met een zesde plaats op Jerez als beste resultaat. Hij zou in 2014 zijn debuut in het Europees Formule 3-kampioenschap voor West-Tec op het Autodromo Enzo e Dino Ferrari als vervanger van Andy Chang, maar later werd Chang toch ingezet door het team om te kunnen racen.
In 2015 maakt Pohler alsnog zijn debuut in de Europese Formule 3 voor het team Double R Racing.